# 小温德尔·卡特
小温德尔·安德烈·卡特（英語：Wendell Andre Carter Jr.，1999年4月16日—），美國職業籃球運動員，現效力於NBA奧蘭多魔術，場上位置為中鋒 / 大前鋒。

## 職業生涯
2018年6月21日，卡特在第七顺位被芝加哥公牛队选中。2018年7月3日，卡特正式与公牛队签约。10月18日，他完成NBA首秀，在对阵费城76人队的比赛中得到8分，并有3个篮板、3次助攻和1次盖帽，4天后，卡特在对阵达拉斯小牛队的比赛中篮板（9个）和助攻（4次）均创生涯新高。 2018年10月31日，卡特在加时赛以 107-108 负于丹佛掘金队的比赛中得到赛季最高的 25 分，外加 8 个篮板、5 次助攻、3 次盖帽和 3 次抢断。11月30日，他在输给底特律活塞队的比赛中得到 28 分，打破了这一数据。2019年3月24日，卡特因左手拇指手术結束賽季。

## 外部連結
- 溫德爾·卡特在fiba.basketball（英语）
- 溫德爾·卡特在archive.fiba.com（存檔）（英语）
- 溫德爾·卡特在NBA官網（英语）
- 溫德爾·卡特在Basketball-Reference.com（NBA）（英语）
- 溫德爾·卡特在Sports-Reference.com（NCAA）（英语）
- 溫德爾·卡特在ESPN（NBA）（英语）
- 溫德爾·卡特在Eurobasket.com（球員）（英语）
- 溫德爾·卡特在Proballers（英语）
- 溫德爾·卡特在RealGM（英语）